# Orchestia roffensis
Orchestia roffensis är en kräftdjursart som beskrevs av Costa 1857. Orchestia roffensis ingår i släktet Orchestia och familjen tångloppor. Inga underarter finns listade i Catalogue of Life.